# Strangers When We Meet
Strangers When We Meet (conocida en español como Un extraño en mi vida en España y Vecinos y amantes en Hispanoamérica) es una película dramática estadounidense de 1960 sobre dos vecinos casados que tienen una aventura amorosa. La película fue adaptada por Evan Hunter de su novela del mismo nombre y dirigida por Richard Quine. La película está protagonizada por Kirk Douglas, Kim Novak, Ernie Kovacs, Barbara Rush y Walter Matthau.
La película fue filmada en Los Ángeles, con escenas filmadas en Beverly Hills, Brentwood, Bel Air, Santa Mónica y Malibú.

## Argumento
Larry Coe es un arquitecto de Los Ángeles, casado y con dos hijos. Tiene una esposa muy brillante, Eve. Ella es ambiciosa con respecto a la carrera de Larry, pero él quiere hacer un trabajo más imaginativo que los edificios comerciales que ha estado diseñando. Se reúne con Roger Altar, un autor, para hablar sobre la construcción de una casa que será un «experimento» y algo que Coe quiere hacer más, algo original.
Maggie Gault es una de sus vecinas; su hijo es amigo del suyo. Ella le dice a Larry que ha visto algunas de sus casas anteriores y piensa que las casas menos convencionales son las mejores. Este estímulo es lo que necesita de su esposa pero no ha podido obtenerlo.
Tanto Larry como Maggie generalmente están insatisfechos con sus matrimonios. La esposa de Larry es demasiado testaruda y práctica y el marido de Maggie no está interesado en tener relaciones sexuales con ella. Entonces tienen una aventura que implica reunirse en secreto. Ambos saben que lo que están haciendo está mal y son devotos de sus hijos.
Felix Anders es un vecino que husmea y se entera de su romance. Sus miradas e insinuaciones hacen que Larry se dé cuenta de los riesgos que está asumiendo, viendo en él una personificación de la vulgaridad de su aventura con Maggie. Le dice a Maggie que no deberían verse por un tiempo.
Mientras tanto, Felix hace una jugada para la esposa de Larry. Eve no tiene ningún interés en los avances de Felix y lo rechaza de manera dramática. Posteriormente, se da cuenta del hecho de que Larry le ha sido infiel. Después de confrontarlo al respecto, acuerdan permanecer juntos y mudarse a Hawái, donde a Larry le han ofrecido un trabajo para diseñar una ciudad.
La casa de Altar está terminada pero aún vacía. Después de que Larry la llama, Maggie programa una última cita para reunirse con él en la casa recién terminada. Maggie llega y está explorando las habitaciones cuando aparece Larry; hablan de que nunca podrán estar juntos. Larry desearía que él y Maggie pudieran vivir en la casa y, si lo hicieran, la rodearía con un foso y nunca la abandonaría. Maggie dice que lo ama.
El contratista de la casa aparece y piensa que Maggie es la esposa de Larry. Ambos se toman un momento para apreciar la ironía de su comentario antes que Maggie se marche.

## Reparto
- Kirk Douglas como Larry Coe.
- Kim Novak como Margaret Gault.
- Ernie Kovacs como Roger Altar.
- Barbara Rush como Eve Coe.
- Walter Matthau como Felix Anders.
- Virginia Bruce como la Sra. Wagner.
- Kent Smith como Stanley Baxter.
- Helen Gallagher como Betty Anders
- John Bryant como Ken Gault.
- Sue Ane Langdon como Daphne.
- Nancy Kovack como Marcia.

## Producción
El director de arte Ross Bellah eligió construir una casa real para la que Larry Coe está diseñando para Roger Altar en la película. Bellah, con el arquitecto Carl Anderson, diseñó una casa totalmente de madera de 3800 pies cuadrados y la hizo construir en un lote en la ladera de una colina en Bel Air. El cronograma de filmación tuvo que estar estrechamente alineado con el cronograma de construcción de la casa porque la casa era un elemento importante de la trama y las escenas tuvieron que filmarse en varias etapas de la construcción. La casa, en 930 Chantilly Road, Los Ángeles, sigue en pie hoy.

## Recepción
Variety dijo que la película es «... agradable a la vista pero dura para el intelecto... una telenovela pasada de moda» y: «Es una historia bastante inútil y lenta, pero se ha llevado a la pantalla con tanta habilidad que cautiva al espectador con una actitud de disfrute relajado, muy parecido al efecto que produce una fantasía casual de ensueño». La revista Time dijo que la película «analiza el adulterio, pero en lugar de ir al meollo del asunto, se conforma con puras tonterías». Craig Butler de AllMovie dice que Douglas «parece un poco fuera de lugar» y que el guion es «predecible».